# 大澤善隆
大澤 善隆（おおさわ よしたか、1941年〈昭和16年〉10月27日 - 2021年〈令和3年〉5月16日）は、日本の政治家。桐生市長（通算3期）、群馬県議会議員（3期）。

## 略歴
群馬県桐生市安楽土町に、父忠四郎・母やのの五男として生まれる。1959年（昭和34年）群馬県立桐生高等学校卒業、1965年（昭和40年）早稲田大学商学部卒業。衆議院議員・福田赳夫の秘書を務める。
1971年（昭和46年）群馬県議会議員に当選し3期在任。自由民主党群馬県連副幹事長を務めた。1983年（昭和58年）に県議を辞職して桐生市長選挙に無所属で立候補するも、46票差で落選。1987年（昭和62年）から1991年（平成3年）まで桐生市長を1期務め、1999年（平成11年）に返り咲く。2003年（平成15年）に通算3期目の当選を果たす。
群馬県ヨット連盟会長、群馬県サイクリング協会長などを務めた。
2021年（令和3年）5月16日死去。叙従四位。

## 飛び地合併
平成の大合併において、大澤は当初、桐生広域での大同合併を望みその方向で話が進んでいた。これに対しては旧薮塚本町（現太田市）の小川喜一町長などが賛同したが、笠懸町、大間々町が反発する。結局、大澤は広域合併を断念し、近隣の太田市との中核市構想を提案。太田市もそれに賛同し、東毛中核市の実現に向けて動き始める。しかし、難しい調整のうちでこれも瓦解。結局、新里村・黒保根村との飛び地合併となった。
笠懸町・大間々町が桐生市との合併に反発した理由は、大澤と地元二大保守勢力となっている笹川尭との対立がその根底にある。大澤は赤字を理由に桐生競艇の廃止を主張。桐生競艇の施設会社である関東開発は、笹川一族の会社である。
2007年の市長選挙においては飛び地合併の是非が争点となった。「競艇のない綺麗な桐生の財布を、汚れたみどりの財布と一緒にすべきではない」と主張したが、飛び地合併を嫌う産業界の支持を失い、次点で敗北した。なお、「競艇のない綺麗な桐生の財布」としているが、桐生市は競艇事業により総額1,240億円の自治体収入を得ている。